# Stuga
Ne doit pas être confondu avec Tsuga.

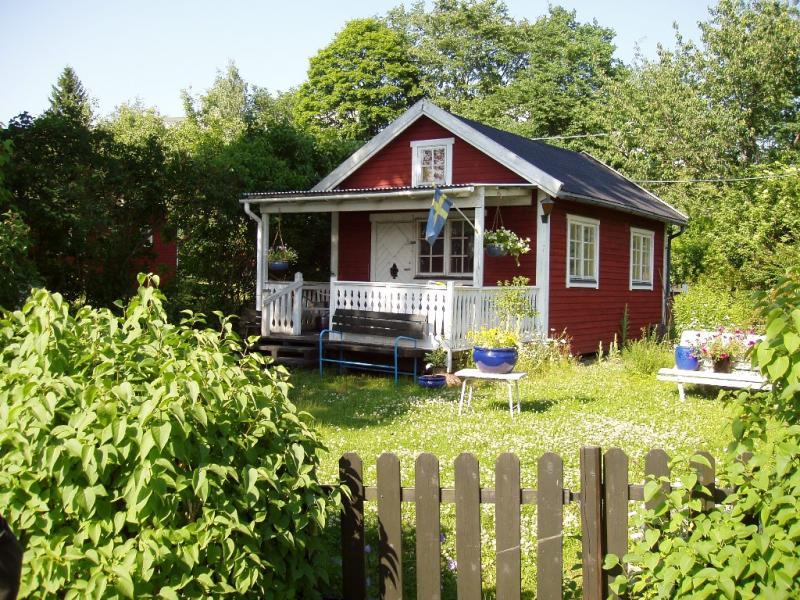
Stuga en Suède.

Une stuga est, à l'origine, une maison en bois sans confort présente en Suède. Sa forme la plus ancienne et la plus simple est une cabane se composant généralement d'une seule pièce, avec une ouverture dans le toit pour laisser passer la fumée de la cheminée. De nos jours, le mot stuga est généralement utilisé pour une maison de vacances à la campagne ou dans un jardin commun. Le rêve d'avoir sa propre cabane comme résidence secondaire, la « petite maison rouge au bord du lac », est profondément ancré chez les Suédois. Traditionnellement, elle est peinte en rouge de Falun. Le fait qu'on l'appelle aussi « cabane d'été » ne signifie pas que la cabane n'est habitée que l'été. La haute saison se situe entre Pâques et fin septembre, mais de nombreuses stugas sont utilisées tout au long de l'année.